# Wnioskowania aksjologiczne
Wnioskowania aksjologiczne – pozwalają na uznanie za obowiązującą normy, której obowiązywanie uzasadnione jest wartościami (ocenami), jakie uzasadniają obowiązywanie norm już obowiązujących. 
Powstające w ten sposób normy prawne mogą mieć słabsze, takie samo lub silniejsze uzasadnienie we tych wartościach (ocenach) jak normy, na podstawie których dochodzi do ich dotworzenia. 
Wnioskowania aksjologiczne mogą przede wszystkim prowadzić do uznania za obowiązującą normy prawnej, jaka stanowi przejaw preferowania jakiejś wartości (oceny) nad jakąś inną wartością wówczas, gdy o preferowaniu tej wartości nad tą inną wartością świadczy obowiązywanie jakiejś normy lub norm.